# Hartriegelgewächse
Die Hartriegelgewächse (Cornaceae) sind eine Familie in der Ordnung Hartriegelartigen (Cornales) innerhalb der Bedecktsamigen Pflanzen (Magnoliopsida).

## Beschreibung

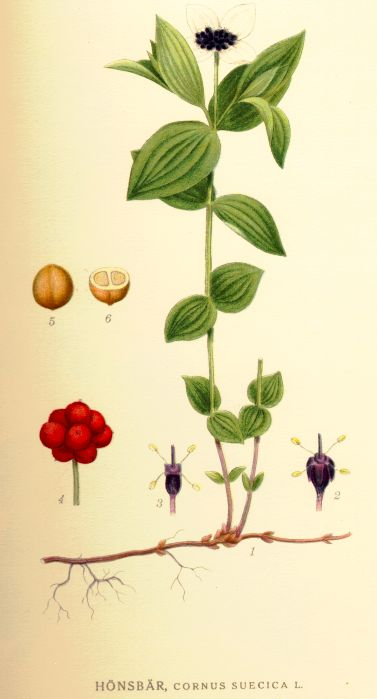
Illustration von Cornus suecica

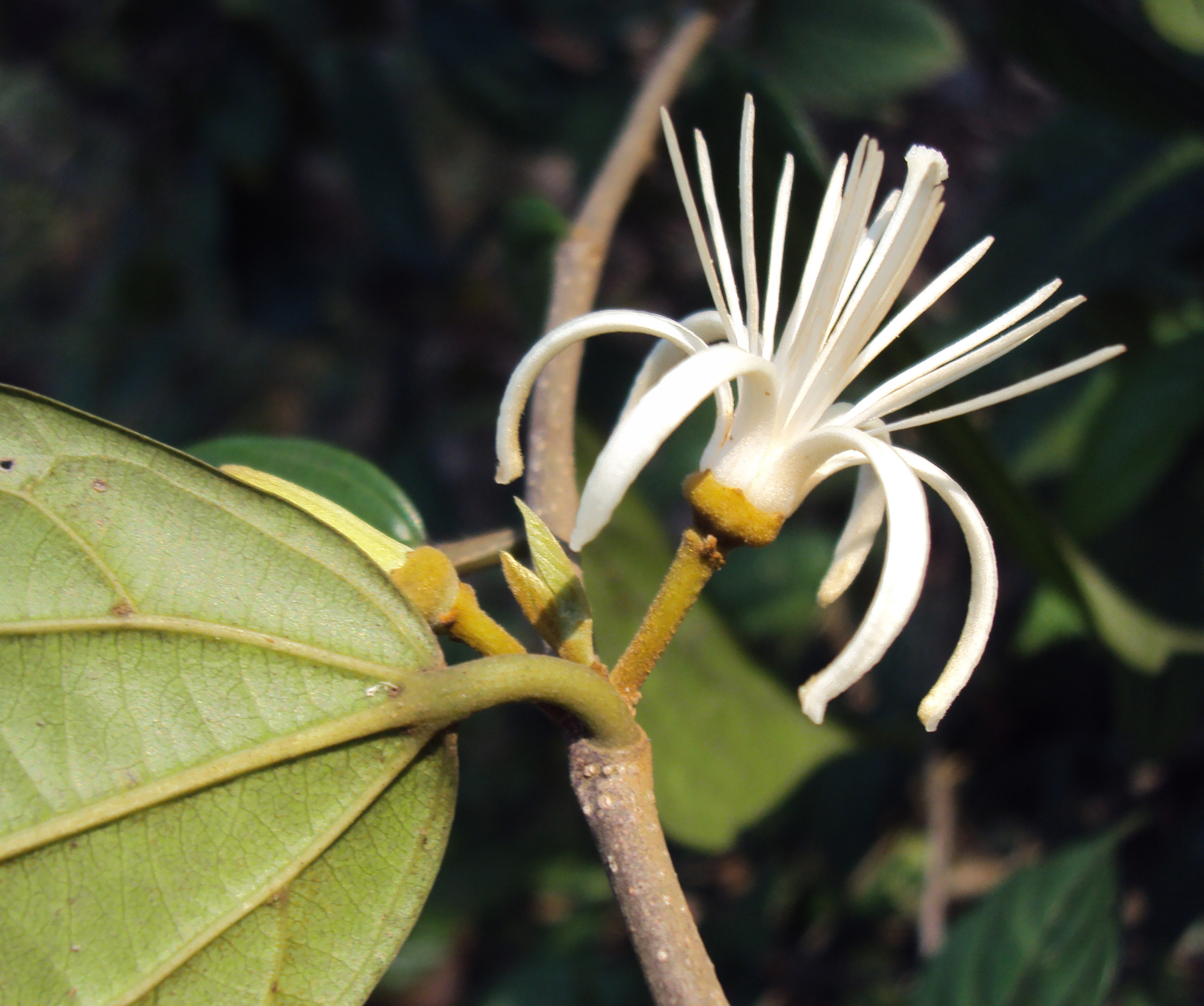
Blüte von Alangium salviifolium

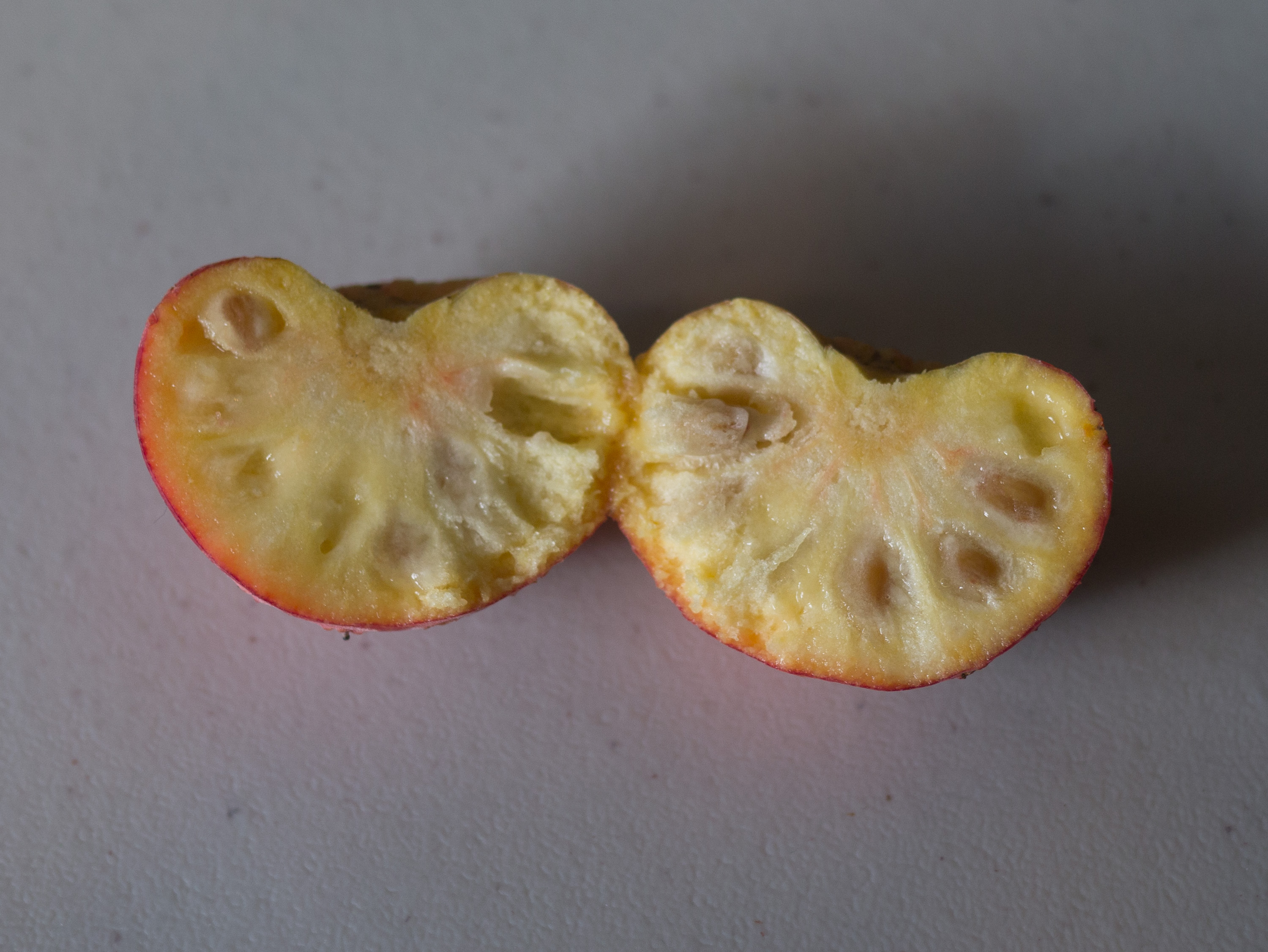
Aufgeschnittene Frucht von Cornus kousa

### Vegetative Merkmale
Die meisten Arten sind Bäume oder Sträucher. Der Kanadische Hartriegel ist jedoch eine immergrüne, ausdauernde krautige Pflanze, in der Gattung Alangium kommen auch Lianen vor. Die gegen- oder wechselständig an den Zweigen angeordneten Laubblätter sind einfach.

### Generative Merkmale
Die Blüten der Hartriegelgewächse sind relativ klein und werden in endständigen, verzweigten Blütenständen gebildet, die manchmal von auffälligen Hochblättern umhüllt sind. Die Arten der Ordnung Hartriegelartigen (Cornales) variieren stark in ihrer Blütenstruktur: Meist jedoch sind die Blüten klein, und vier bis fünf, in ihrer Größe reduzierte Kelchblätter bilden eine mit dem Fruchtknoten verwachsene Röhre. Oft findet sich auf dem oberen Teil des Fruchtknotens eine nektarproduzierende Scheibe. Im Allgemeinen weisen die Blüten vier bis fünf nicht miteinander verwachsene Kronblätter auf, die aber auch vollständig fehlen können.

## Systematik und Verbreitung
Die Familie Cornaceae wurde 1825 durch Friedrich von Berchtold in Jan Svatopluk Presl: O Přirozenosti rostlin, aneb rostlinar, 2, 23, Seite 92, 91 aufgestellt. Ein Synonym für Cornaceae Bercht. ex J.Presl nom. cons. ist Alangiaceae DC. nom. cons. Typusgattung ist  (Cornus L.)
Hartriegelgewächse sind hauptsächlich in den gemäßigten Gebieten der Nordhalbkugel verbreitet. Einige Arten kommen auch im tropischen Südamerika und in Afrika vor. Sie kommen hauptsächlich in den gemäßigten Zonen, oder in Berggebieten der Tropen und Subtropen vor.
Nach Angiosperm Phylogeny Group APG III wurden einige Jahre die Arten der Familie der Nyssaceae in die Familie Cornaceae eingeordnet; deshalb gab es die beiden Unterfamilien Cornoideae und Nyssoideae. Bei APG IV sind es aber wieder eigenständige Familien.
Die Hartriegelgewächse (Cornaceae) sind die namensgebende Familie der Ordnung Hartriegelartige (Cornales).
Die Familie Cornaceae Bercht. ex J.Presl nom. cons. s. str.: Sie enthält nur zwei Gattungen mit etwa 85 Arten:
- Alangium Lam. (Syn.: Marlea Roxb., Stylidium Lour.):[1] Die 21 bis 27 Arten sind vom tropischen Afrika über Asien bis zu den Inseln des südwestlichen Pazifik weitverbreitet.[5]
- Hartriegel (Cornus L., Syn.: Afrocrania (Harms) Hutch., Arctocrania Nakai, Benthamia Lindl. nom. illeg., Benthamidia Spach, Bothrocaryum (Koehne) Pojark., Chamaepericlymenum Hill, Chamaepericlimenum Hill orth. var., Cornella Rydb., Cynoxylon Raf., Dendrobenthamia Hutch., Discocrania (Harms) M.Král, Eukrania Raf., Kraniopsis Raf., Macrocarpium Nakai, Mesomora (Raf.) O.O.Rudbeck ex Lunell nom. superfl., Ossea Lonitzer ex Nieuwl. & Lunell nom. superfl., Swida Opiz, Telukrama Raf., Thelycrania (Dumort.) Fourr., Yinquania Z.Y.Zhu):[1][5] Die 46 bis 60 Arten sind im gemäßigten Eurasien bis nach Indochina, in Uganda bis zum tropischen südlichen Afrika und in Nordamerika bis nach Bolivien verbreitet.[5]

## Nutzung
Die wirtschaftliche Bedeutung der Familie Cornaceae betrifft vor allem ihre Nutzung als Ziergehölze: Hartriegelgewächse werden wegen des attraktiven Erscheinungsbildes von Blüten und Früchten sowie wegen des farbenprächtigen Herbstlaubes kultiviert. Das Holz einiger Arten findet außerdem in der Möbelherstellung Verwendung. Die Kornelkirsche ist in Europa vielerorts in Wäldern und Gebüschen anzutreffen, sie ist eine beliebte Heckenpflanze. Ihre roten Früchte sind essbar, in Frankreich werden sie zur Herstellung eines alkoholischen Getränks genutzt, des Vin de cornouille. Der Rote Hartriegel – sein Laub färbt sich im Herbst rot – bildet schwarze Früchte, die durch Vögel verbreitet werden; er kommt als Unterholz in lichten Wäldern vor. Aus den Früchten gewonnenes Öl wird in Frankreich zur Herstellung von Seife genutzt.

### Historische Literatur
- Q.-Y. Xiang et al.: Relationships within Cornales and circumscription of Cornaceae – matK and rbcL sequence data and effects of outgroups and long branches. In: Molecular Phylogenetics and Evolution, Volume 24, 2002, S. 35–57.
- Q.-Y. Xiang et al.: Phylogenetic relationships of Cornaceae and close relatives inferred from matK and rbcL sequences. In: American Journal of Botany, Volume  85: 1998, S. 285–297.
- Friedrich von Berchtold in Jan Svatopluk Presl: O Přirozenosti rostlin, aneb rostlinar, 2, 23, 1825, S. 92, 91.